# Covington (Oklahoma)
Covington és un poble dels Estats Units a l'estat d'Oklahoma. Segons el cens del 2000 tenia 553 habitants.

## Demografia
Segons el cens del 2000, Covington tenia 553 habitants, 224 habitatges, i 159 famílies. La densitat de població era de 533,8 habitants per km².
Dels 224 habitatges en un 36,6% hi vivien nens de menys de 18 anys, en un 53,6% hi vivien parelles casades, en un 13,8% dones solteres, i en un 29% no eren unitats familiars. En el 27,7% dels habitatges hi vivien persones soles el 16,1% de les quals corresponia a persones de 65 anys o més que vivien soles. El nombre mitjà de persones vivint en cada habitatge era de 2,47 i el nombre mitjà de persones que vivien en cada família era de 3,01.
Per edats la població es repartia de la següent manera: un 28,4% tenia menys de 18 anys, un 7,6% entre 18 i 24, un 29,8% entre 25 i 44, un 17,4% de 45 a 60 i un 16,8% 65 anys o més.
L'edat mediana era de 36 anys. Per cada 100 dones de 18 o més anys hi havia 87,7 homes.
La renda mediana per habitatge era de 26.979 $ i la renda mediana per família de 32.222 $. Els homes tenien una renda mediana de 30.625 $ mentre que les dones 13.594 $. La renda per capita de la població era de 12.788 $. Entorn del 10,5% de les famílies i el 13,4% de la població estaven per davall del llindar de pobresa.

## Poblacions més properes
El següent diagrama mostra les poblacions més properes.